# Moeno Azuki
Moeno Azuki é uma ídol japonesa que participa de concursos de comer. Ela também tem um canal no YouTube, com mais de 800 mil inscritos, onde posta seus mukbangs.

## Carreira
Azuki começou sua carreira como idol após se formar na escola. Fez parte do grupo Akihabara Backstage Pass e se juntou ao Erabareshi em 2016. No mesmo ano, foi convidada a ser embaixadora de comida de Taipé, como uma forma de promover a comida de Taiwan e atrair turismo. A cantora revelou que suas suas atividades no palco como vocalista e dançarina ajudam a queimar as altas calorias que consome.
Em 2012, começou a participar de concursos de comer, vencendo algunss pelo Japão e participando de outros pelo mundo.
Seus feitos com comida rendem parcerias comerciais.
Em 2019, iniciou carreira solo como cantora, estreando com o single Moekyun♡.
Azuki também tem sua própria marca de saquê.
Azuki também fez alguns trabalhos de atuação, tendo até participado do filme tokusatsu Kikai Sentai Zenkaiger vs. Kiramager vs. Senpaiger.

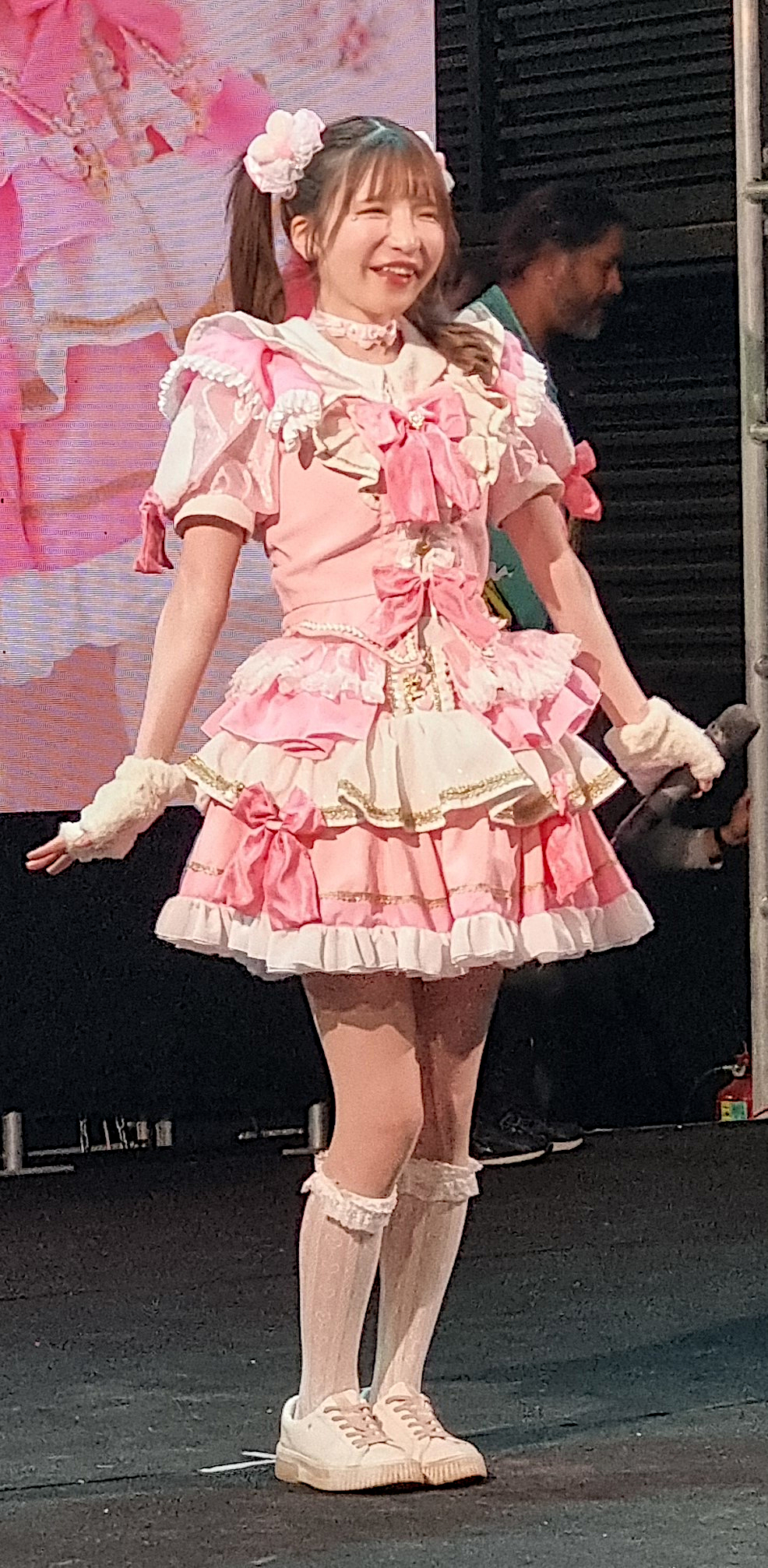
Moeno Azuki no Anime Summit Brasília 2024

Em 2024, vem ao Brasil pela primeira vez, para participar do Anime Summit Brasília.